# Ланкастер (Огайо)
Ланкастер (англ.  Lancaster ) — город и административный центр округа Фэрфилд в штате Огайо США.

## Описание
Административный центр округа Фэрфилд с 1800 года. Находится в юго-центральной части Огайо, на реке Хокинг, примерно в 30 милях (50 км) к юго-востоку от Колумбуса. Он был основан в 1800 году Эбенезером Зейном на земле, предоставленной ему в качестве платы за прокладку трассы Зейна, 266-мильной (428-километровой) дороги по дикой местности от Уилинга, Западная Виргиния (тогда часть Виргинии), до Лаймстона (ныне Мейсвилл), Кентукки. Первые поселенцы прибыли по этой дороге в 1798 году; многие из них были из Ланкастера, Пенсильвания, в честь которого и был назван новый город.

## Население
| 1820 | 2000    | 2010    | 2020    |
| ---- | ------- | ------- | ------- |
| 1037 | ↗35 335 | ↗38 780 | ↗40 552 |